# Podwyściółczak

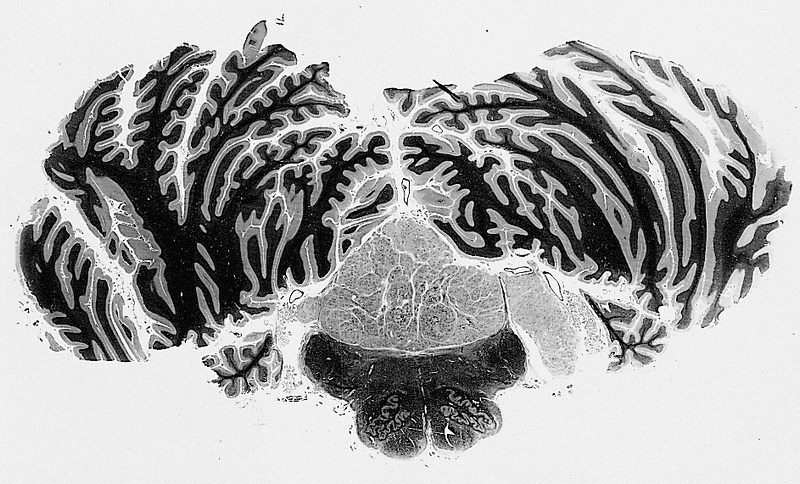
Preparat histologiczny mózgowia pacjenta z podwyściółczakiem. Guz wyszedł ze stropu IV komory, zamykając przepływ płynu mózgowo-rdzeniowego i uciskając leżący poniżej rdzeń przedłużony. Po prawej stronie widać, że guz przechodzi do okolicy kąta mostowo-móżdżkowego przeciskając się przez otwór Luschki

Podwyściółczak (łac. subependymoma, ang. subependymoma) – pierwotny guz ośrodkowego układu nerwowego, o bardzo małej złośliwości (I° według WHO),wywodzący się z macierzystych komórek glejowych różnicujących się w kierunku ependymocytów lub astrocytów. Klinicznie i histologicznie przypomina wyściółczaka (ependymoma). Bardzo długo rozwija się bezobjawowo i częściej rozpoznawany jest w badaniu sekcyjnym niż przyżyciowo. Typowo lokalizuje się w okolicy IV komory mózgu, w sąsiedztwie otworów bocznych (Luschki) lub w komorze bocznej w okolicy rogów czołowych. Leczenie jest chirurgiczne. 
Guz został opisany po raz pierwszy przez Scheinkera w 1945 roku. Opisywany był też jako podwyściółkowy gwiaździak kłębkowaty (subependymal glomerulate astrocytoma) i podwyściółkowy gwiaździak mieszany (subependymal mixed glioma).